# Wojciech Kętrzyński (1918–1983)

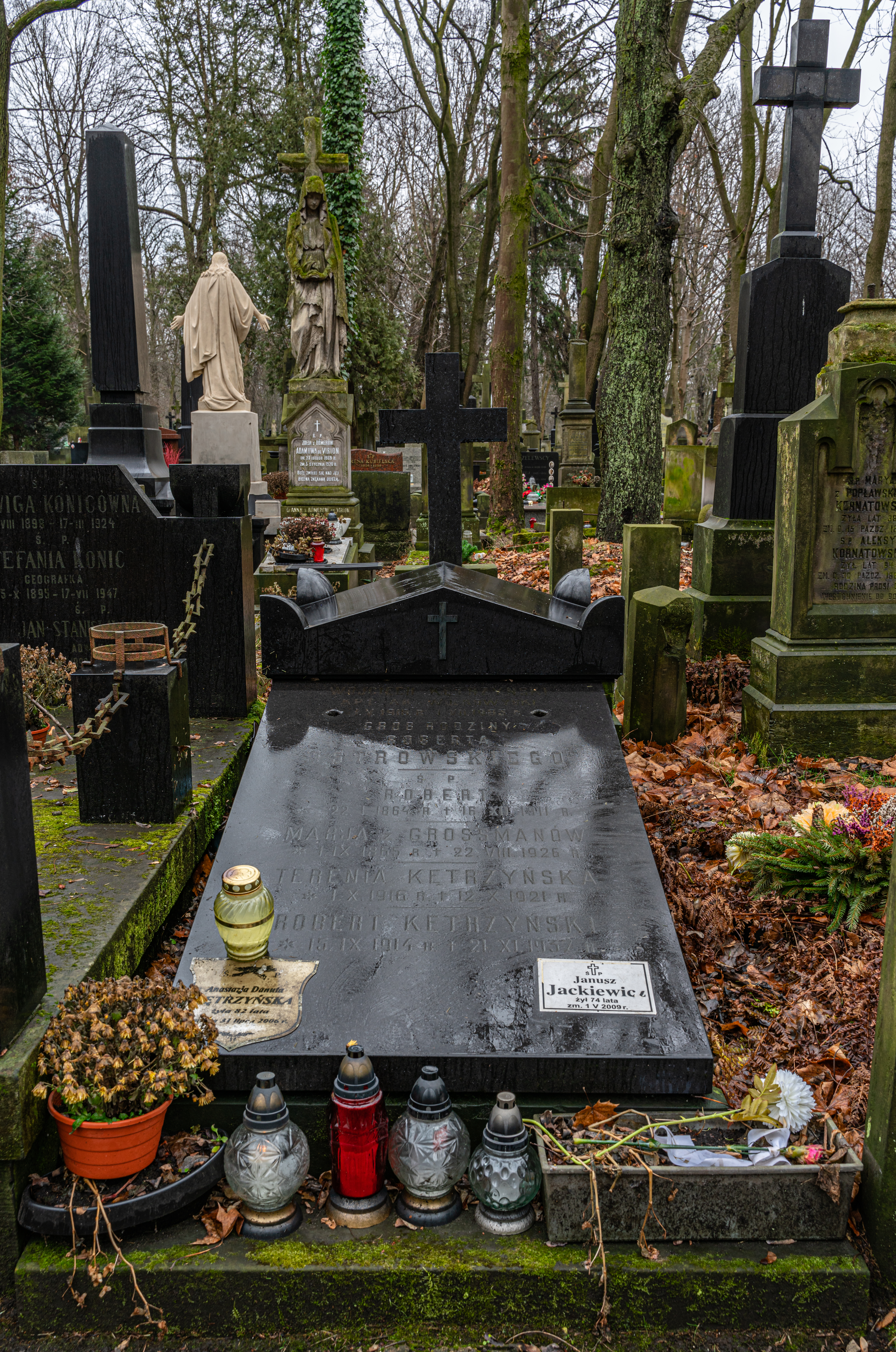
Grób Wojciecha Kętrzyńskiego na cmentarzu Powązkowskim

Wojciech Kętrzyński (ur. 1 maja 1918 w Warszawie, zm. 2 lipca 1983) – polski dziennikarz, działacz społeczny i dyplomata, poseł na Sejm PRL VIII kadencji (1980–1983). 

## Życiorys
Był wnukiem Wojciecha Kętrzyńskiego i synem Stanisława Kętrzyńskiego. W czasie wojny obronnej w 1939 walczył jako podchorąży 3 Pułku Strzelców Konnych z Wołkowyska, został ranny. W okresie okupacji niemieckiej należał do Armii Krajowej, był także zastępcą Komendanta Głównego Konfederacji Narodu Bolesława Piaseckiego. W 1952 ukończył studia historyczne na Uniwersytecie Warszawskim. Pracował w prasie katolickiej: „Dziś i Jutro”, „Słowie Powszechnym” oraz „Za i przeciw”. Był redaktorem naczelnym tych pism. 
W wyborach do Sejmu II kadencji w styczniu 1957 bez powodzenia ubiegał się o mandat poselski w okręgu Nowe Miasto. Po odwilży październikowej rozpoczął pracę w dyplomacji PRL – był konsulem generalnym w Montrealu, przedstawicielem PRL przy UNESCO (1965–1969), a także radcą ds. kultury w ambasadzie w Paryżu. Jako konsul generalny przyczynił się do odzyskania przez Polskę tzw. skarbów wawelskich. 
W 1976 powrócił do kraju i został wybrany w skład Zarządu Głównego Chrześcijańskiego Stowarzyszenia Społecznego, zaś w 1980 został jego wiceprezesem. Objął jednocześnie redakcję pisma polonijnego „Hejnał Mariacki”, a w latach 1982–1983 był redaktorem naczelnym „Tygodnika Polskiego”. 
W 1980 uzyskał mandat posła na Sejm PRL VIII kadencji w okręgu olsztyńskim z ramienia ChSS, który sprawował do śmierci. Zasiadał w Komisjach Kultury i Sztuki oraz Zdrowia i Kultury Fizycznej. 
Działał w Towarzystwie Łączności z Polonią Zagraniczną „Polonia”. Dwukrotnie odznaczony Krzyżem Walecznych, w 1954 otrzymał Złoty Krzyż Zasługi. pochowany na cmentarzu Powązkowskim (kwatera 72-4-5). Po jego śmierci Chrześcijańskie Stowarzyszenie Społeczne przyznawało nagrodę jego imienia, której laureatami byli m.in. Olgierd Terlecki, Jan Szczepański, Aleksander Gieysztor, Janusz Pajewski i arcybiskup prawosławny Pitirim. 
Żonaty z Danutą Kętrzyńską.